# Гудаутский район

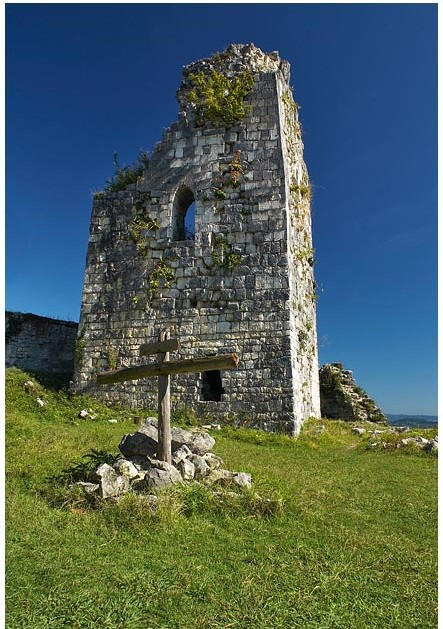
Развалины города Анакопия на Анакопийской горе

Гудау́тский райо́н (абх. Гәдоуҭа араион, груз. გუდაუთის რაიონი) — район Абхазской АССР и частично признанной Республики Абхазии. Согласно административно-территориальному делению Грузии — Гудаутский муниципалитет Абхазской Автономной Республики Грузии. Районный центр — Гудаута. Крупнейшие населённые пункты: Гудаута, Новый Афон, Лыхны.

## История
Территории нынешнего Гудаутского района в средневековье содержал в себе лишь крупные сельские общины, единственными подобиями городов были селения с многочисленными крепостями — Анакопия или Никопсия и Лыхны, позже во времена княжества абазгов которое охватывало все территории современного Гудаутского района, а также часть территории Гагрского и Сухумского районов, Анакопия официально получила статус столицы Абазгии, а затем Абхазского царства, в 806 году Анакопия утратила статус столицы, но также оставалась важнейшим фортификационным сооружением в Бзыпыне.
Во времена Кавказской войны на территории современного Гудаутского района сформировались ополчения горцев, совершавших нападения на русские укрепления в Лыхны. На протяжении всей истории Абхазии историческая область Бзыпын на которой основан Гудаутский район и включительно город Пицунда современного Гагрского района являлись культурными и христианскими центрами всей Абхазии. Во времена Княжества Абхазии современное село Лыхны стало столицей Абхазии.
Образован в 1940 году в Абхазской АССР на основе Гудаутского уезда ССР Абхазии.
Гудаутский район — единственный из районов Абхазии, в течение грузино-абхазской войны 1992—1993 полностью и постоянно контролировавшийся абхазскими властями. В период войны в Гудауте находилось руководство Республики Абхазии.

## Население
| Численность населения | Численность населения | Численность населения | Численность населения | Численность населения | Численность населения | Численность населения |
| 1886                  | 1926                  | 1939                  | 1959                  | 1970                  | 1979                  | 1989                  |
| --------------------- | --------------------- | --------------------- | --------------------- | --------------------- | --------------------- | --------------------- |
| 14 887                | ↗30 800               | ↗40 065               | ↗53 468               | ↗60 139               | ↘55 247               | ↗57 334               |
| 2003                  | 2011                  | 2013                  | 2014                  | 2015                  | 2016                  | 2017                  |
| ↘34 869               | ↗36 775               | ↗37 289               | ↗37 457               | ↗37 701               | ↗37 922               | ↗38 112               |
| 2018                  | 2019                  | 2020                  |                       |                       |                       |                       |
| ↗38 355               | ↗38 524               | ↗38 650               |                       |                       |                       |                       |

Население составляло в 1989 году 57 334 человек (в том числе абхазы — 53,1 %, армяне — 15,4 %, русские — 13,5 %, грузины — 13,4 %), в 2003 году — 34 869 человек.
Национальный состав района по переписям населения 2003 и 2011 гг.
| Народ                         | 2003 г., чел | %        | 2011 г., чел | %        |
| ----------------------------- | ------------ | -------- | ------------ | -------- |
| абхазы                        | 27 512       | 78,90 %  | 30 125       | 81,92 %  |
| армяне                        | 4 141        | 11,88 %  | 3 667        | 9,98 %   |
| русские                       | 2 073        | 5,95 %   | 1 838        | 5,00 %   |
| грузины (в том числе мегрелы) | 611          | 1,75 %   | 506          | 1,38 %   |
| греки                         | 137          | 0,39 %   | 117          | 0,32 %   |
| украинцы                      | 134          | 0,38 %   | 135          | 0,37 %   |
| осетины                       | 56           | 0,16 %   | ...          | ...      |
| другие                        | 205          | 0,59 %   | 387          | 1,05 %   |
| итого                         | 34 869       | 100,00 % | 36 775       | 100,00 % |

По предварительным данным переписи 2011 года, численность населения района составила 37 143 человека, по итоговым данным переписи 2011 года — 36 775 человек.
Район располагается на территории исторической области Бзып, являющейся местом формирования и компактного проживания бзыбских абхазов, носителей бзыбского диалекта абхазского языка. До грузино-абхазской войны 1992—1993 гг. Гудаутский район являлся единственным районом Абхазии с преобладанием этнически абхазского населения (53,1 %). В нём имеется несколько армянских сёл. Население сосредоточено на прибрежной равнинно-предгорной полосе.

## Экономика
На территории района находятся курорты Гудаута, Новый Афон, Мюссера.

## Известные люди
В районе родились:
- Ардзинба, Мария Кукуновна (1923 - 1995) —Герой Социалистического Труда(08.04.1971)[12]
- Дбар Сергей Платонович (1946—2002) — абхазский полководец, военачальник, генерал-лейтенант;
- Пачалия Шарах Абзегович (1914—2000) — режиссёр, актёр театра и кино, народный артист СССР.